# Caciquismo (España)
Caciquismo es el nombre que ha recibido el entramado de relaciones clientelares que definen el régimen político de la Restauración y en las que se basó el fraude que caracterizó a todas las elecciones generales durante ese periodo, aunque el sistema caciquil también existió durante la mayor parte del reinado de Isabel II y durante el Sexenio Democrático. 
Como ha destacado el historiador Carmelo Romero Salvador, el término caciquismo se aplica a las «relaciones de poder y de influencia entre desiguales que conllevan patronazgos y clientelismos, paternalismos y dependencias y, por tanto, favores y castigos, agradecimientos y maldiciones». En la relación patrón/cliente «un individuo de mayor estatus (patrón) utiliza sus recursos e influencias para proveer protección o beneficios a una persona de menor estatus (cliente) quien, por su parte, recíprocamente, le ofrece apoyo general y asistencia, incluyendo los servicios personales al patrón», ha señalado Manuel Suárez Cortina. Por otro lado, «las clientelas eran, en general, indiferentes a ideologías, programas o color de partidos en lo que hacía a su proyección colectiva. Y esto tendría, por supuesto, a desideologizar la política. […] Los clientes esperaban favores personales…», ha subrayado José Varela Ortega.

## El origen del término y su aplicación a la política en elsigloXIX

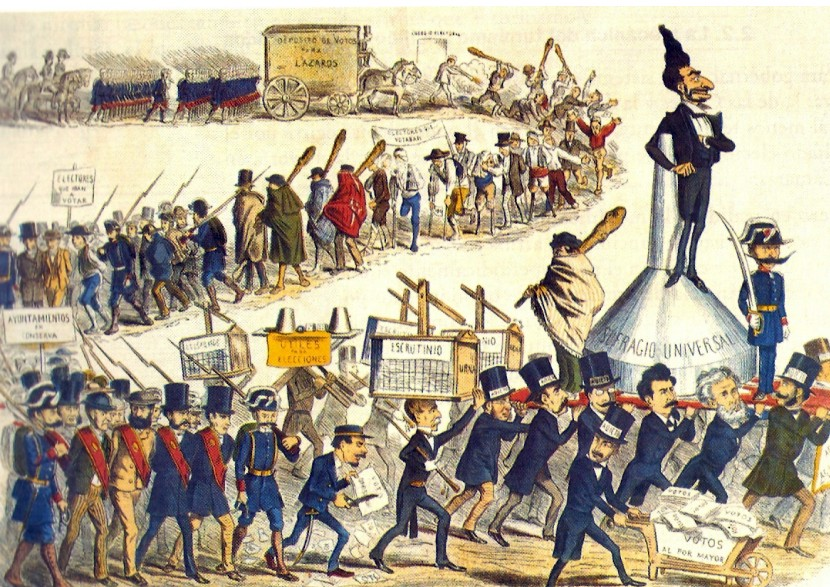
Caricatura satírica de La Carcajada (nueva cabecera de la revista La Flaca para eludir la suspensión administrativa) publicada el 18 de abril de 1872 con el título "Triunfo electoral". Ironiza sobre los métodos fraudulentos utilizados por el presidente del gobierno y ministro de la Gobernación Práxedes Mateo Sagasta para ganar las elecciones de abril de 1872. Sagasta encabeza la comitiva llevado en andas a lomos de un embudo con el letrero "SUFRAGIO UNIVERSAL". Le siguen todos los que han hecho posible el "triunfo electoral": fuerzas de orden público, partidas de la porra, lázaros (así llamados por ser electores fallecidos que han "resucitado" encarnados por otras personas), sicarios, trileros, autoridades locales, campesinos y obreros prisioneros llevados a votar, etc.

El término «cacique» procede de las comunidades taínas de las Antillas y designaba a las personas que tenían en ellas mayor preeminencia y por ello eran sus jefes. Los conquistadores españoles extendieron el término a todas las autoridades indígenas y los «caciques» se convirtieron en los intermediarios ante los nuevos «señores» llegados desde el otro lado del mar. El término se mantuvo, como ha señalado Carmelo Romero Salvador, para «poner de manifiesto la diferencia entre la autoridad del conquistador y las autoridades de los conquistados». Precisamente, según José Varela Ortega, «el papel del cacique consistió en salvar la distancia que separaba a la población india de la administración colonial. Paralelamente, y en el otro extremo, su poder en la localidad se asentó en que sus buenas relaciones con la administración central le permitían servir, además de servirse, de la local».
El término pasó a la península con un carácter peyorativo y el Diccionario de autoridades (1729) ya lo recoge. Definía «cacique» como «Señor de vasallos, ó el Superior en la Provincia o Pueblos de Indios», pero añadiendo que «por semejanza, se entiende el primero de un Pueblo o República, que tiene más mando y poder, y quiere por su soberbia hacerse temer y obedecer de todos los inferiores». Así comenzó a aplicarse a las personas que tenían excesiva influencia y poder en el seno de una comunidad. Y también se extendió el término «cacicada», sinónimo de injusticia y atropello.
En la edición de 1884 del Diccionario de la lengua de la Real Academia apareció con su significado actual en sus dos acepciones: 
- Dominación o influencia del cacique de un pueblo o comarca.
- Intromisión abusiva de una persona o una autoridad en determinados asuntos, valiéndose de su poder o influencia.

Aunque, junto con el término «oligarquía», el término caciquismo ha sido utilizado sobre todo para caracterizar al régimen político de la Restauración, José Varela Ortega sitúa el nacimiento del sistema caciquil hacia 1845. «Antes de 1845… la influencia de la administración era menor que después. Dominaba la administración local frente a la central; notables locales, frente a caciques; terratenientes, frente a funcionarios. […] Después de 1845, centralización y distritos uninominales inauguran la época caciquil propiamente dicha de la injerencia de la administración y del funcionariado de partido, frente al notable local. […] El conde de San Luis hizo en 1850 lo que se llamaron “Cortes de familia” e inauguró la época de elecciones administrativas o de real orden. El Gobierno intervino activamente en las elecciones. Esto es, hubo “dirección” gubernamental, frente a las “influencia legítimas”, como llamaban en los años treinta a las de los notables».
Partiendo de este hecho Varela Ortega subraya que «el caciquismo no fue invención de Cánovas. Durante la Restauración se repartió con más orden y acuerdo, ahí la diferencia. Pero desde los años cincuenta y, sobre todo, durante los sesenta y setenta [del siglo XIX], el gobierno también intervenía en las elecciones ocupando el lugar de un electorado ausente. Así mismo, las organizaciones de partido utilizaban la administración con fines partidistas igual que harán durante la Restauración».
Carmelo Romero Salvador también ha advertido que el régimen político del reinado de Isabel II fue «oligárquico por ley ―que es la forma más definitoria y extrema de serlo―, como lo prueba que durante todo ese periodo estuvo vigente el sufragio censitario por el que solo los grandes propietarios, y en algunos momentos los medianos, tenían la capacidad de ser electores y elegibles. Y caciquil por práctica, dado que casi la totalidad de las veintidós elecciones celebradas las ganó el partido que las convocaba». Manuel Suárez Cortina coincide con Varela Ortega y Romero Salvador cuando afirma que «las relaciones políticas clientelares ya estaban firmemente instaladas desde mediados del siglo XIX» en «la España isabelina» y añade que el Sexenio Democrático no las eliminó, periodo en el que tampoco ningún gobierno fue derrotado en las urnas. «Cuando se establece el sistema político de la Restauración, el desarrollo del clientelismo en España ya tiene un largo recorrido», ha concluido Suárez Cortina.

## Caciquismo en la Restauración

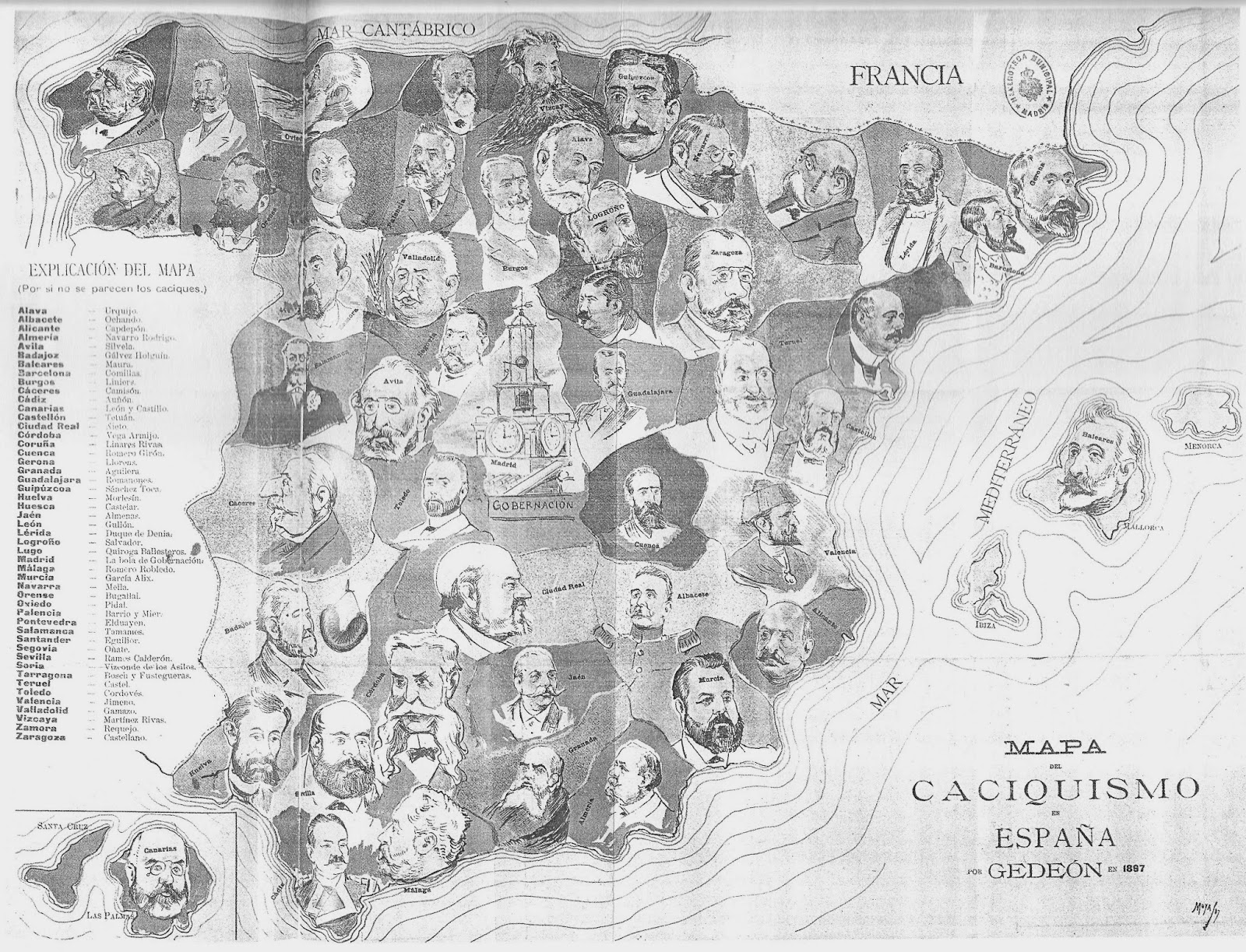
«Mapa del caciquismo en España».

Aunque el término caciquismo se utilizó muy pronto para referirse al régimen político de la Restauración ―en las elecciones generales de 1891, ganadas como siempre por el gobierno que las convocaba, ya se habló de «la asquerosa llaga del caciquismo»―, fue tras el «Desastre del 98» cuando su uso se generalizó. En el mismo año de 1898 el liberal Santiago Alba ya culpaba al «insufrible caciquismo» del Desastre.
En 1901 el Ateneo de Madrid abrió una encuesta-debate sobre el régimen sociopolítico existente en España en la que participaron unos sesenta políticos e intelectuales. El informe sobre el que iba a girar la discusión fue redactado por el regeneracionista Joaquín Costa y llevaba por título «Oligarquía y caciquismo como la forma actual de Gobierno en España. Urgencia y modo de cambiarlo». En el mismo Costa afirmaba que en España «no hay Parlamento ni partidos, solo hay oligarquías», «una minoría sin otro interés que el personal de la misma minoría gobernante». Esa oligarquía, cuya «plana mayor» eran los «primates» (los políticos profesionales radicados en Madrid, el centro del poder), se sustentaba en una amplia red de «caciques de primer, segundo o tercer grado diseminados por todo el territorio». El enlace entre los grandes caciques ―los «primates»― y los caciques locales lo constituían los gobernadores civiles. Costa insistía en su informe en que «oligarquía y caciquismo» no eran casos excepcionales del sistema, sino que formaban «la regla, el Régimen mismo». Prácticamente todos los participantes en la encuesta-debate estuvieron de acuerdo con esta conclusión y su influencia llega hasta la actualidad. El «binomio de Costa, convertido en título de libros y manuales de historia, sigue siendo, más de un siglo después, el más utilizado para caracterizar la etapa restauracionista», ha señalado Carmelo Romero Salvador.
Por ejemplo José María Jover en un conocido manual universitario muy utilizado en las décadas de 1960 y 1970 escribió lo siguiente sobre el régimen de la Restauración:

Estamos, pues, en presencia de una realidad constitucional que no es ciertamente la prevista en el texto escrito de la Constitución. Realidad basada en dos instituciones de hecho. Por una parte, en la existencia de una oligarquía o minoría política dirigente, constituida por hombres de los dos partidos (ministros, senadores, diputados, gobernadores civiles, propietarios de periódicos…) y estrechamente conectada tanto por su extracción social como por sus relaciones familiares y sociales con los grupas sociales rectores (terratenientes, nobleza de la sangre, burguesía de negocias, etc.). Por otra parte, en una especie de supervivencia señorial en los medios rurales, en virtud de la cual algunas figuras del pueblo o de la aldea, destacadas por su poder económico, por su función administrativa, por su prestigio o por su "influencia" cerca de la oligarquía, controlan de manera directa extensos grupos humanos; a esta supervivencia señorial se llamará caciquismo. El “político" en Madrid; el "cacique" en cada comarca; el gobernador civil en la capital de cada provincia como enlace entre uno y otro, constituyen las tres piezas claves en el funcionamiento real del sistema.

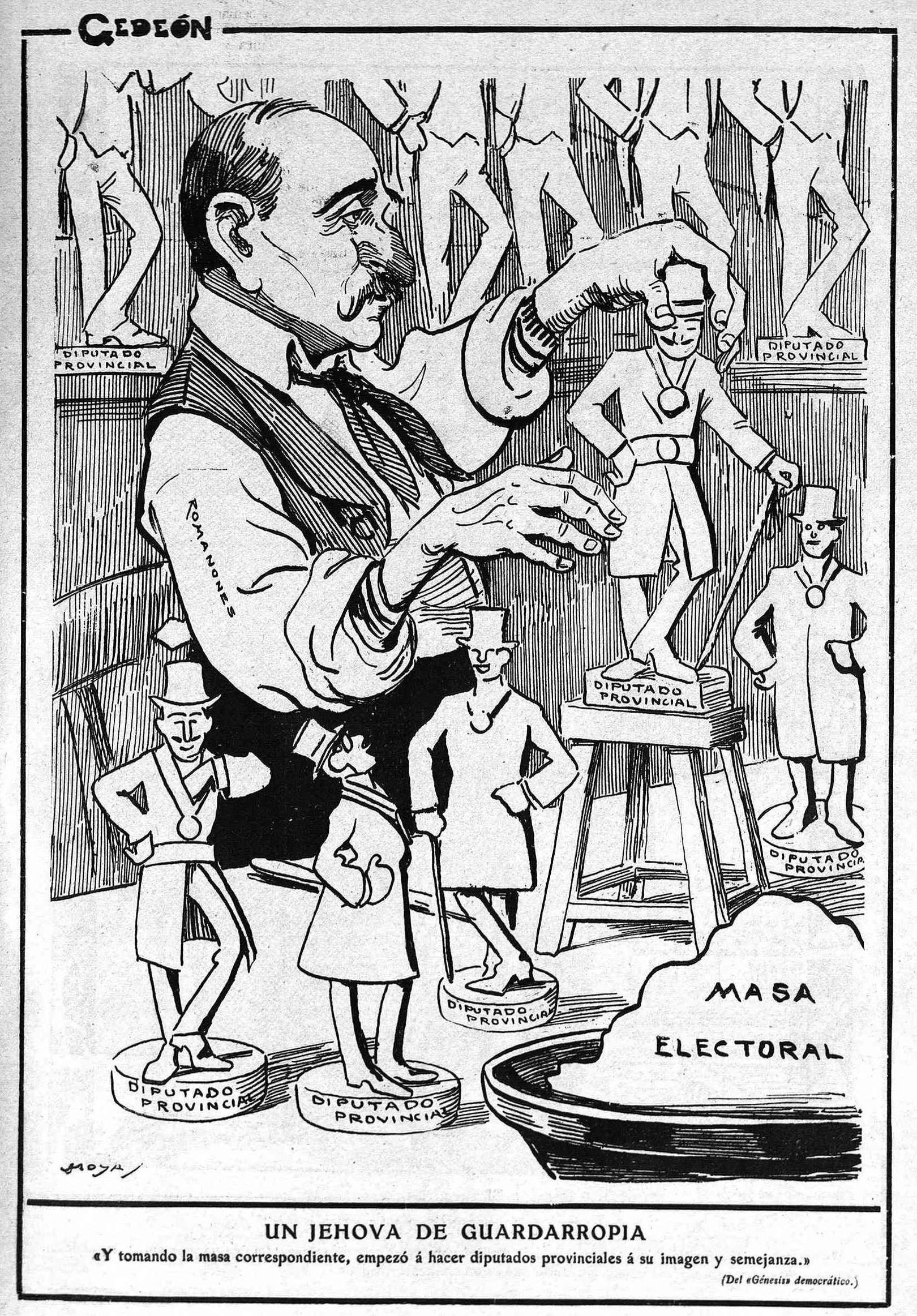
Caricatura satírica del conde de Romanones, «fabricando diputados provinciales a su imagen y semejanza» a partir de la «masa electoral», por Moya (Gedeón, 1911).

Manuel Suárez Cortina ha señalado que Costa y los críticos coetáneos del sistema de la Restauración, como Gumersindo de Azcárate, «consideraron que el funcionamiento político de la Restauración era una especie de nuevo feudalismo, donde se usurpaba la voluntad política de los ciudadanos en beneficio de los detentadores del poder: una oligarquía que violaba la verdadera voluntad nacional mediante el fraude y la corrupción electoral» y «esta línea interpretativa fue consolidándose en la historiografía española tanto marxista como liberal». Un interpretación similar del análisis de Costa es la que ha hecho Joaquín Romero Maura, citado por Feliciano Montero, que coincide también en que durante mucho tiempo fue la más extendida para explicar el fenómeno del caciquismo en la España de la Restauración. Según Romero Maura, Costa y los que han seguido su línea interpretativa, consideran el caciquismo como «el reflejo, a nivel político, del control económico ejercido por las oligarquías terratenientes y financieras», facilitado por la existencia de un electorado «"anestesiado" o desmovilizado, a consecuencia del nivel de desarrollo económico y de integración social de las regiones geográficas del país» (comunicaciones deficientes, economía cerradas, altos niveles de analfabetismo, etc.).
A principios de la década de 1970 varios historiadores (Joaquín Romero Maura, José Varela Ortega y Javier Tusell) adoptaron en sus estudios sobre el caciquismo una nueva perspectiva, hoy dominante según Manuel Suárez Cortina, que destaca los elementos estrictamente políticos, entendiendo «el caciquismo como resultado de las relaciones patrón/cliente». Según Suárez Cortina, «los elementos más característicos de esta interpretación resaltan el carácter extraeconómico de la relación patrón/cliente, la desmovilización general del electorado, el peso de los componentes rurales frente a los urbanos, la diversidad de la naturaleza de las relaciones y los intercambios entre patrones y clientes, según los distintos momentos y lugares; en definitiva, los rasgos más significativos que dominan las relaciones de patronazgo».

### Funcionamiento

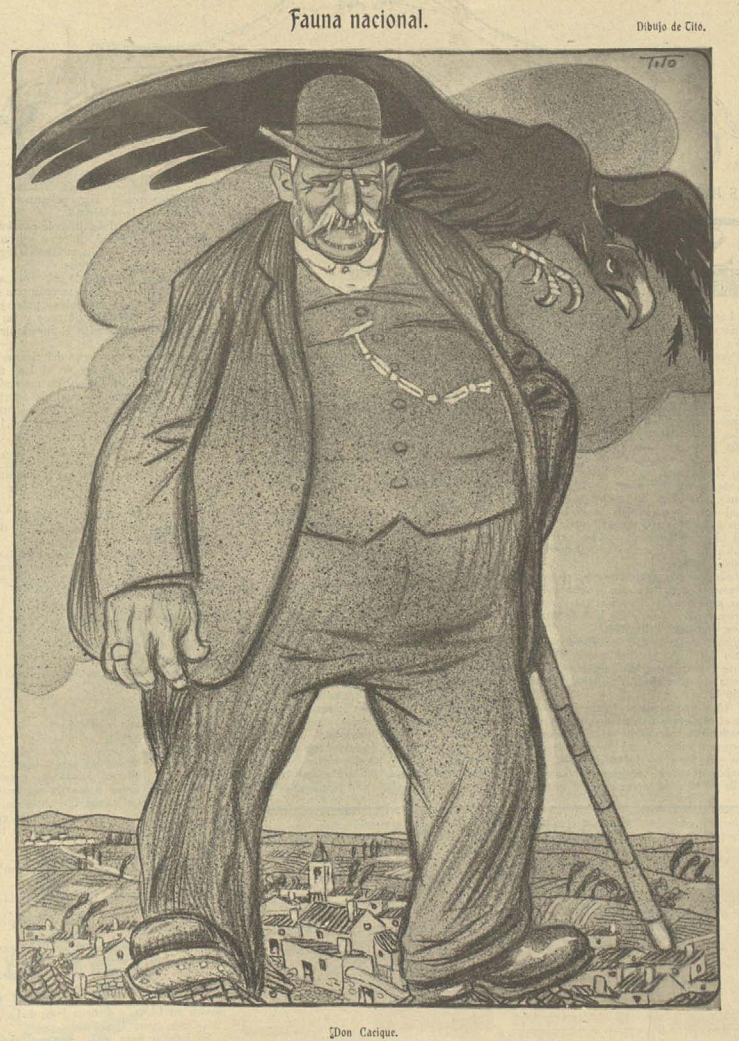
«Fauna nacional: Don Cacique», de Exoristo Salmerón «Tito», en El Gran Bufón, 1912.

Feliciano Montero, citando a Joaquín Romero Maura, ha señalado que la función fundamental del cacique, que normalmente no detenta ningún puesto oficial y que frecuentemente tampoco es un potentado, sería la de «mediar» entre la Administración y sus «clientes», que son muchos y de todas las clases sociales, y cuyos intereses procura satisfacer sistemáticamente por medios ilegales ―«el caciquismo se nutre de ilegalidad»―. «Entre los beneficiarios individuales o receptores de favores está tanto el que logra una exención del servicio militar como el que consigue una evaluación a la baja de la riqueza imponible. Por otro lado están los beneficios conseguidos para el conjunto de una población (una carretera, el paso del ferrocarril, una institución escolar…), o la gestión de los intereses de un determinado grupo social y económico, a cuyo frente conviene ponerse un cacique para afianzar su posición».
«El cacique, liberal o conservador, tiene en la localidad una influencia que deriva de su control sobre los actos administrativos; ese control se ejerce en el sentido de imponer a la administración actos antijurídicos; la inmunidad del cacique respecto a los gobiernos deriva del hecho de que él es jefe local de su partido...», ha afirmado Romero Maura, citado por Montero. Su actuación se resumía con la máxima: «la ley rige para el enemigo y para el amigo el favor».

El cacique reparte cosas que pertenecen a la jurisdicción del Estado, de las provincias y del municipio, y las reparte a su gusto. Puestos en esas administraciones, permisos de edificar o abrir comercios o ejercer profesiones, reducciones o exenciones de obligaciones legales de todas clases, amén del hecho de que, si tiene poder para hacer todo eso, lo tiene también para perjudicar a sus enemigos, y librar de ellas a sus amigos. En algunos casos el cacique con fortuna personal puede hacer concesiones de su propio peculio, pero normalmente lo que hace el cacique es canalizar favores administrativos. El caciquismo, por tanto, se nutre de ilegalidad…El cacique tiene que asegurarse de que toda una gama de decisiones administrativas y judiciales importantes para la vida o personas de la localidad se toman en función de criterios antijurídicos que a él convencen
Joaquín Romero Maura

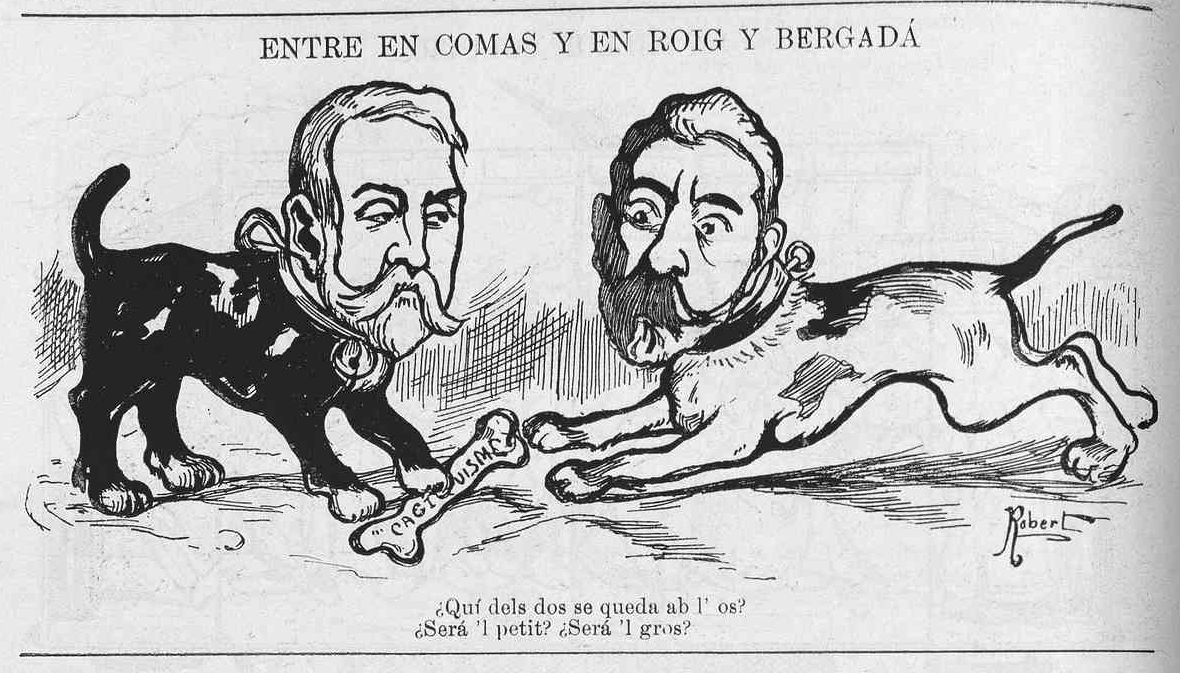
José Comas y Masferrer y José Roig y Bergadá caricaturizados como perros peleándose por el "hueso" del caciquismo (La Esquella de la Torratxa, 1902)

Siguiendo esta línea interpretativa Feliciano Montero ha caracterizado al cacique como «el intermediario entre la Administración central y los ciudadanos», por lo que su influencia no se limita al periodo electoral ―aunque es entonces cuando se hace más escandalosa― sino que «es constante en la vida política del país». «El caciquismo es, sobre todo, la manifestación y expresión lógica de una estructura social y política que se manifiesta de forma permanente y cotidiana en las relaciones interpersonales (patrón-cliente) y en las político-administrativas». Un juez de la época de la Restauración definió el caciquismo como «el régimen personal que se ejerce en los pueblos torciendo o corrompiendo, por medio de la influencia política, las funciones propias del Estado, para subordinarlas a intereses egoístas de parcialidades o de individuos determinados». Así pues, la clave del sistema caciquil «estaba en el control de la administración». El liberal José Canalejas refiriéndose en 1910 a un poderoso cacique de Osuna dijo en una carta que escribió al conservador Antonio Maura que «no tenían nada, absolutamente nada más que la influencia con altos funcionarios de todos los órdenes, que desobedeciendo al gobierno cometían toda clase de atropellos». José Varela Ortega concluye: «cacique es el jefe local de partido que manipula el aparato administrativo en provecho propio y de su clientela».

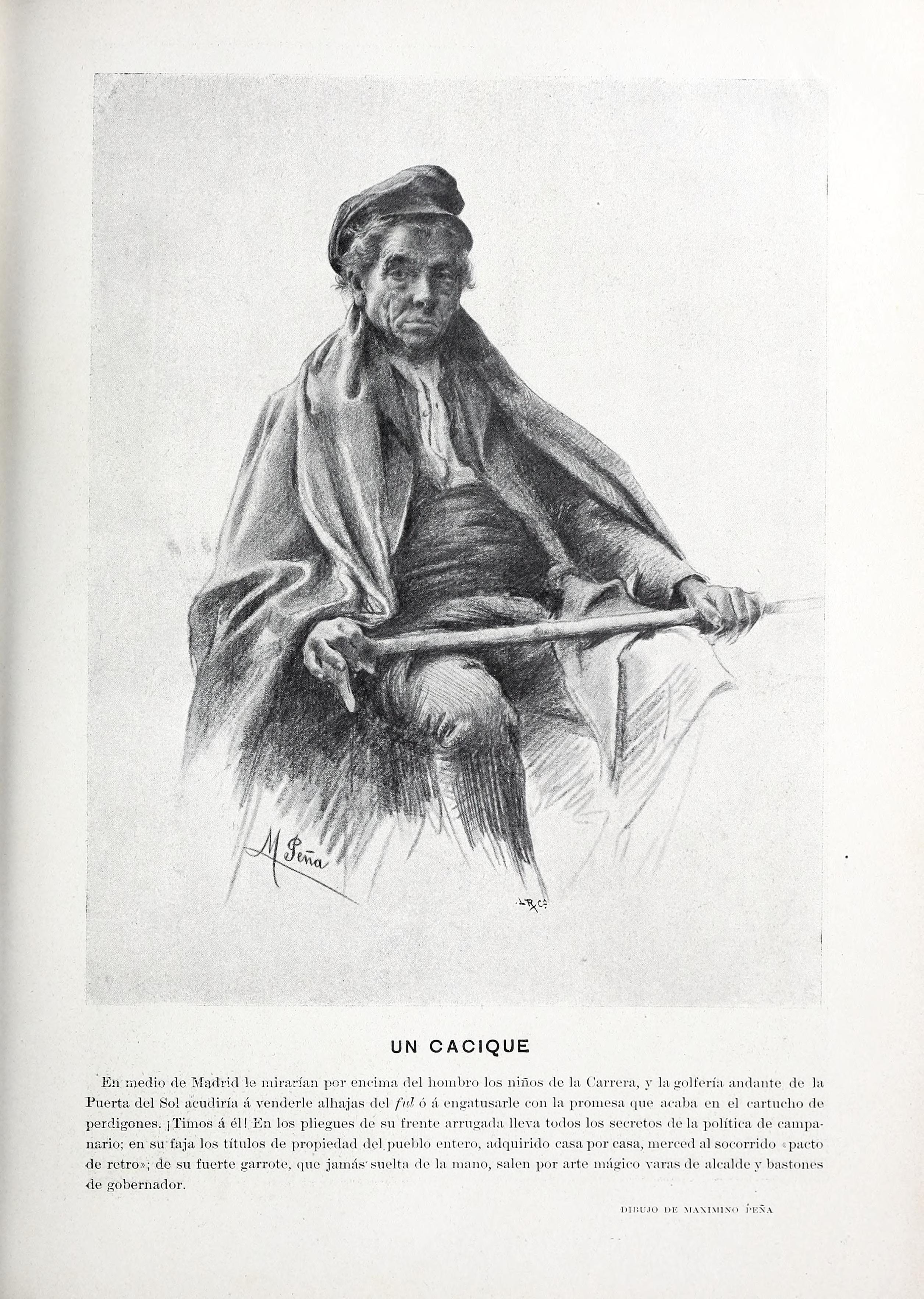
«Un cacique» (Blanco y Negro, 1900). Ilustración de Maximino Peña.

Durante la Restauración la letra de las leyes no se correspondía con las prácticas políticas, y menos con las electorales. Se ha relatado con frecuencia el proceso de «preparación» de las elecciones. Este comenzaba con el «encasillado», operación mediante la cual el Ministerio de la Gobernación rellenaba las «casillas» correspondientes a los distritos con los nombres de los candidatos que el Gobierno estaba dispuesto a proteger. Estos candidatos podían ser del partido en el poder (aquel que ha conseguido el decreto de disolución de las Cortes y organizaba las elecciones para fabricarse una mayoría) o de la oposición. Porque el encasillado no era simplemente una orden gubernamental, sino el resultado de arduas negociaciones entre las diferentes fuerzas políticas. De hecho, en el mismo partido que controlaba el Consejo de Ministros solían existir distintas tendencias, representadas por los jefes de filas de diversas clientelas, los cuales exigían un número u otro de escaños parlamentarios dependiendo de sus fuerzas. La descomposición de las dos formaciones dinásticas en el reinado de Alfonso XIII aumentó la cantidad de líderes y dificultó el encasillado. 

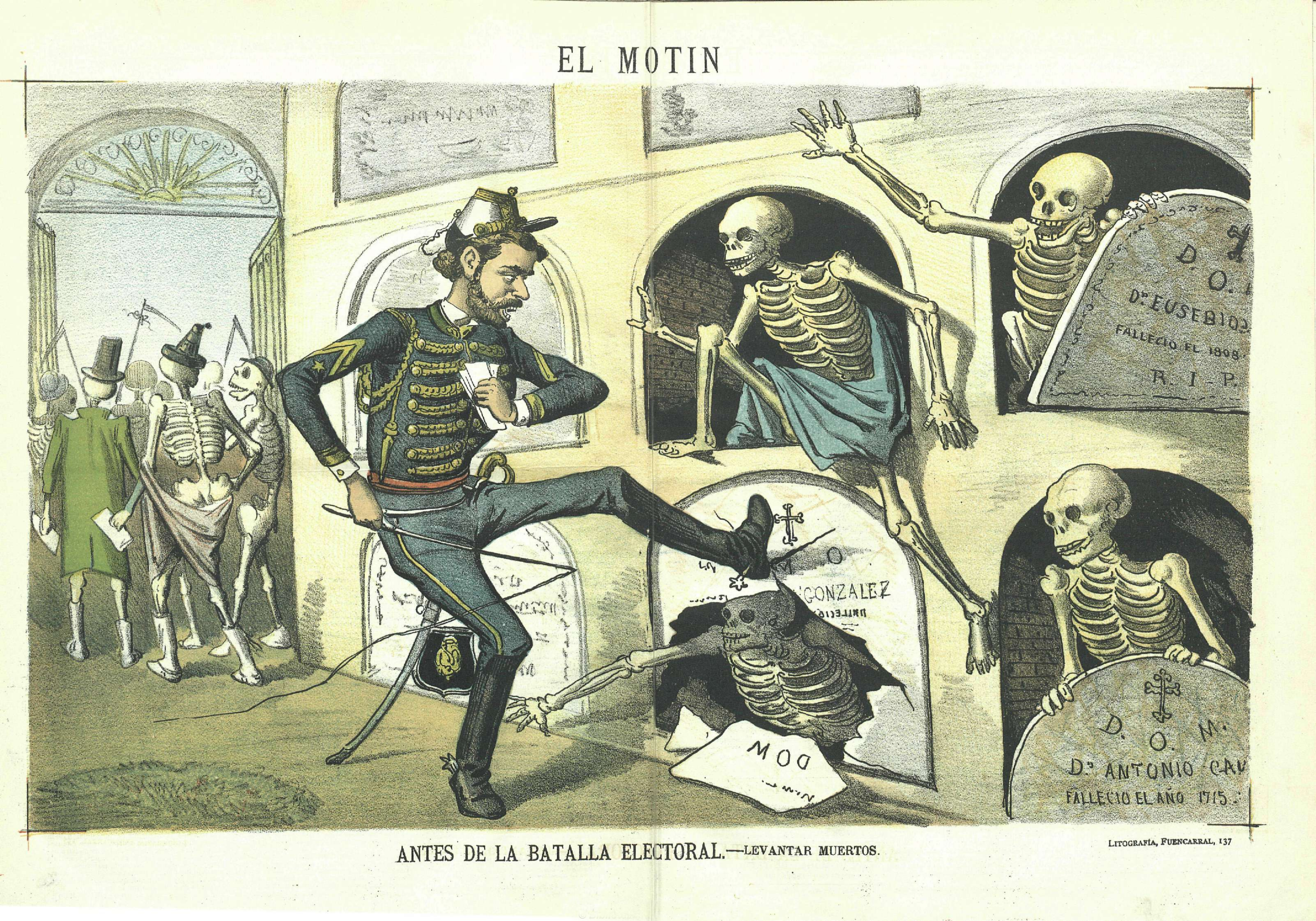
«Antes de la batalla electoral.—Levantar muertos» (El Motín, 1884). Caricatura aludiendo al voto de personas muertas.

Tras el encasillado, que se llevaba a cabo en Madrid, las negociaciones continuaban a nivel local, por medio del representante del poder central en cada provincia, el gobernador civil. El gobernador buscaba el acuerdo con los caciques de su marco de competencia, para conseguir ajustar los resultados de éste a los deseos del Ministerio. Los caciques, que controlaban los diferentes cargos importantes (en los ayuntamientos, juzgados, etcétera), actuaban de acuerdo a su influencia, y a menudo imponían su voluntad al representante gubernamental. Lo normal era que los consistorios municipales y los jueces de la oposición dimitieran en favor de los oficialistas, pero la autoridad podía verse obligada a suspender en sus puestos a quienes no lo hicieran voluntariamente. Más adelante, al ser más difícil llevar a cabo estas falsificaciones, algunos caciques llegaron a inscribir a los muertos del cementerio local.
El fenómeno caciquil se ilustra perfectamente con la anécdota del cacique de Motril, en la provincia de Granada. Cuando llegó el resultado de las elecciones, se lo llevaron al Casino del pueblo. Lo ojeó y, ante los expectantes correligionarios que lo rodeaban, pronunció las siguientes palabras:

Nosotros, los liberales, estábamos convencidos de que ganaríamos las elecciones. Sin embargo, la voluntad de Dios ha sido otra. Al parecer, hemos sido nosotros, los conservadores, quienes hemos ganado las elecciones.

## El fin del sistema caciquil: dictadura de Primo de Rivera y Segunda República
Hubo momentos en que parecía que la opinión pública iba a romper el círculo político oligárquico, como cuando se implantó el sufragio universal masculino (1890), en la crisis colonial (1898) o en la última etapa del período de la Restauración, cuando se descomponían los partidos del turno, pero todas las esperanzas quedaron defraudadas. La impotencia que sentían los que deseaban un cambio político sustancial explica parcialmente la aceptación del golpe de Estado de Primo de Rivera (1923), en cuyo programa figuraban de forma preferente el fin de la «vieja política» y la «regeneración del país». Los objetivos que la Dictadura declaraba incluían la simple sustitución de la «minúscula política» de la etapa caciquil, reducida al servicio de las clientelas, por la «auténtica política». Se concebía la labor del dictador casi como la de un mesías que milagrosamente iba a sacar al Estado de su postración. Sin embargo, las medidas contra el caciquismo que aplicó el nuevo régimen tuvieron una corta duración temporal: se suspendieron ayuntamientos y diputaciones, y se sometió a estas instituciones a la fiscalización de las autoridades militares de cada provincia, primero, y de delegados gubernativos enviados al efecto, después. Estos delegados acabaron en muchos casos convirtiéndose en los sustitutos de los caciques, o vieron imposibilitada su labor regeneradora por la resistencia de los propios caciques.
La proclamación de la República en 1931 y las transformaciones de orden democrático que llevó anejas quedaron reflejadas en aspectos como la participación plena de tendencias políticas hasta entonces marginadas como los partidos republicanos y el socialista, y el establecimiento de una legislación electoral más justa y participativa. Ello condujo en algunas zonas a la crisis definitiva del sistema caciquil, pero en otras este método de dominación secular conservó toda su fuerza al pervivir los fuertes lazos de influencia personal que eran su garantía. Por otro lado, las instancias tradicionales del poder en el ámbito agrario comenzaron a organizarse en defensa de sus intereses a través de partidos capaces de competir en la nueva situación. Así surgieron nuevas fuerzas políticas de talante conservador como los agrarios; otras sufrieron un significativo proceso de moderación como el radicalismo, y también se formaron importantes partidos de masas, como la CEDA.